# Йозеф Ґірса
Йозеф Ґірса (чеськ. Josef Girsa) (1874 - 1967) — чехословацький дипломат. Голова торговельної місії ЧСР в УРСР (1921-1931).

## Біографія
Закінчив чотирикласну школу в Житомирі. У 1896 році поступив в Уманське головне училище садівництва. Це училище з 1859 року перебувало в знаменитому дендропарку «Софіївка», заснованому графом Станіславом Потоцьким наприкінці XVIII-початку XIX століть. Там же Йозеф відвідував приватні просвітницькі курси. Він володів російською, чеською та польською мовами досконало, а німецькою достатньо, як писав у анкеті. 
З 1898 року проходив практику в маєтках графа Альфреда Потоцького в Подільській губернії. Там працював керуючим п'ятьма графськими економіями його батько, теж Йозеф Гірса. Після практики Йозеф сім років працював керуючим «економією» графа в Колобабінцях. Наприкінці 1903-го - початку 1904 року стався конфлікт з директором цукрового заводу Романським, після чого обидва Гірса син та батько звільнилися. У 1904 році вступив на службу до князя Миколи Лопухіна-Демідова керуючим маєтком в Корсуні в Канівському повіті Київської губернії. 
Слідом за ним в Корсунь переїхали його батько з матір'ю і сестра Марія. Вони купили там будинок. Восени 1904 року в Корсунь приїхав брат Йосефа Вацлав. Він, асистент київської університетської клініки, був запрошений князем Миколою Лопухіним-Демідовим як особистий лікар і одночасно завідувачем лікарнею в Корсуні. 
2 лютого 1906 Йозеф одружився з 17-річною Олександрою Трохимівною Ромашко, православною українкою, уродженкою Корсуня. 6 липня 1907 в молодій сім'ї народився син, який отримав при хрещенні в православній церкві Корсуні ім'я Іван (Ян). Через три роки, 12 травня 1910 року, у них народилася дочка Віра, хрещена в тій же церкві. А в 1909 році родина усиновила новонародженого хлопчика Михайла. Усиновлення було проведено в консисторії м. Києва. Після смерті князя Миколи Лопухіна-Демідова у 1910 році Йозеф Гірса покинув його маєток.
У 1912 році він стає керівником цукрового заводу і економії Мар'ївської акціонерної компанії в Ольховатці Воронезької губернії. 
У 1914 році, після початку Першої світової війни, Й. Гірса був мобілізований до царської армії і призначений керівником заводів і господарств, які працювали на військові потреби там же, у Воронезькій губернії. Це дозволило йому брати участь в постачанні чехословацьких військових частин та військовополонених в таборах. Після Лютневої революції він продовжував службу при Тимчасовому уряді. Свого часу навіть був обраний головою місцевого виконавчого комітету.

## В Україні
Після Жовтневого перевороту Йозеф повернувся в Україну. Тут була при владі Українська Центральна Рада, а згодом гетьманат Павло Скоропадський. Йозеф Гірса працював у 1918 році керівником цукрового заводу в Малій Висці Херсонській губернії (нині Кіровоградська обл.), а потім наприкінці 1918 і в 1919 роках був членом колегії Дубов'язівського цукрового заводу в Чернігівській губернії (нині в Сумській області). 
В документах особистої справи, що зберігається в архіві МЗС Чеської Республіки, і в рукописах спогадів із сімейного архіву сказано, що після приходу більшовиків з чекістами в Україну Йозеф у липні 1919 році був заарештований. Це сталося в Києві, на квартирі його брата Вацлава на Великій Житомирській. Його відвезли в Конотоп, повітовий центр Дубов'язівка, там ув'язнили. Разом з заарештованими поляками засудили до розстрілу. Врятувала його дружина Олександра. Вона зібрала робочих цукрового заводу і жителів найближчих сіл, які заступилися за нього перед більшовиками. 
6 серпня 1920 перед відправкою в Брянськ, Й. Гірса попрощався з дружиною на станції в Конотопі. У Брянську його записали в групу польських заручників, які підлягають обміну на полонених більшовиків, і перевезли в Москву. 

## Робота в Польщі
Йозефа Гірса та інших заручників доставили в арештантському вагоні з Москви до Варшави і передали польській владі. Так в травні 1920 року, провівши майже рік в ув'язненні, він опинився в Польщі. Про сім'ю нічого не знав. Він писав: «Україна була зайнята більшовиками, ... мій план їхати з Польщі до сім'ї був невиконаного. Це мене пригнічувало, але виходу з положення, не було. Подумавши, я вирішив залишитися в Польщі ... ». У пошуках заробітку Й. Гірса пішов у Варшаві до Міністерства землеробства, де зустрів знайомих по Україні агрономів. На наступний день він дізнався, що прийнятий на службу як уповноважений міністерства в Познаньській частині Польщі. Приїхавши в Познань, він із захопленням взявся за нову справу. Думка про пошуки родини не залишала його, але в цей час йшла війна між Польщею та радянською Росією. Нічого не можна було вдіяти. З 15 червня 1920 року по 20 травня 1921-го працював службовцем VII класу в Польському міністерстві землеробства в Познані. 

## На дипломатичній службі
Подальша доля Йозефа Гірса пов'язана з його службою в Міністерстві закордонних справ Чехословацької Республіки як дипломата, акредитованого спочатку в УРСР, потім РРФСР та згодом в СРСР. 
Першим питанням переговорів була репатріація військовополонених і громадян. В червні 1920 року розпочали працювати репатріаційні місії Червоного Хреста. Чехословацькі місії очолили: у Москві майор Йозеф Скала, а в Харкові капітан Я. Шагрена. Місії мали філії в ряді великих міст: Петрограді, Києві, Тифлісі та ін. Українською місією в Празі керував Михайло Левицький. 
Заходи з репатріації завершувалися наприкінці літа 1921 року, і місії Червоного хреста перетворювалися в державні торговельні місії з консульськими функціями. Вони вимагали компетентних працівників. Й. Гірса, ще працюючи в Польщі, 29 квітня 1921 написав заяву в МЗС Чехословаччини про бажання вступити туди на роботу. 17 травня 1921 він був прийнятий як договірний службовець VIII класу і почав готуватися до служби в новому амплуа - чиновником торгової місії. Після пошуків співробітників він знайшов тільки трьох, які погодилися їхати з ним до Росії. 
24 липня Й. Гірса із співробітниками виїхав з Варшави і через три дні прибув до Мінська, від якого до Москви їхали ще два дні. 
6 серпня 1921 року Й. Гірса прибув до Харкова, в той час столицю України, як голова торговельної місії ЧСР в УРСР. У Харкові він дізнався, що родина перебуває в Корсуні, що мати померла в 1920 році від серцевого нападу після того, як більшовики реквізували будинок. На другий день він був прийнятий головою Раднаркому України Християном Раковським, якому вручив свої вірчі грамоти. Прийом був люб'язний і урочистий. Після офіційного прийому почалася приватна бесіда, під час якої Й. Гірса попросив Х. Раковського про сприяння в переїзді сім'ї з Корсуні до Харкова. Той був здивований, що його сім'я перебуває в Україні, і тут же розпорядився надати спеціальний вагон-салон для переїзду сім'ї. 
В Корсунь, разом з вагоном-салоном і запасом продовольства, був відряджений співробітник місії А. М. Брабець. Дружина Олександра, що перенесла висипний, а потім черевної тиф, була сильно ослаблена і виснажена. Діти Віра і Михайло також хворіли на тиф, але в більш легкій формі. 
Йозеф Гірса наприкінці того ж місяця був призначений також головою торгової місії в РРФСР і став представником своєї країни в двох радянських республіках. Він виїхав з родиною до Москви, залишивши в Харкові своїм заступником члена колишньої репатріаційної місії Вацлава Бенеша, полтавського чеха, якого йому ще в Празі рекомендував брат Вацлав. Вірчі грамоти в Москві Й. Гірса здав 10 жовтня 1921. 
28 травня 1931 року повернувся у Чехословаччину, де у 1932 році став пенсіонером за інвалідністю. Помер у 1967 році, похований на Ольшанському цвинтарі у Празі.